# Hubera gracilis
Hubera gracilis är en kirimojaväxtart som först beskrevs av William Burck, och fick sitt nu gällande namn av Chaowasku. Hubera gracilis ingår i släktet Hubera och familjen kirimojaväxter. Inga underarter finns listade i Catalogue of Life.